# إثميا مسننة
إثميا مسننة (الاسم العلمي:Ethmia dentata) هي نوع من الحشرات تتبع جنس الإثميا من فصيلة الألاشستيات.